# Wißmannsdorf
Wißmannsdorf é um município da Alemanha localizado no distrito (Kreis ou Landkreis) de Bitburg-Prüm, na associação municipal de Verbandsgemeinde Bitburg-Land, no estado da Renânia-Palatinado.